# The Last Dynasty
The Last Dynasty est un jeu vidéo de combat spatial développé par Coktel Vision et édité par Sierra On-Line, sorti en 1995 sur Windows. Il alterne séquences de tir dans l'espace et phases de jeu d'aventure / film interactif à la manière de la série Wing Commander.

## Accueil
- Computer Gaming World : 2/5[1]